# Ronde van Vlaanderen 1970
De 54ste editie van de Ronde van Vlaanderen werd verreden op 5 april 1970 over een afstand van 265 km van Gent naar Gentbrugge. De gemiddelde uursnelheid van de winnaar was 41,410 km/h. Van de 173 vertrekkers bereikten er 37 de aankomst.

## Koersverloop
Vroege vluchters werden ingerekend en nagenoeg het volledige peloton bereikte de Muur van Geraardsbergen. De Fransman Roger Pingeon ontsnapte. Favoriet Eddy Merckx ging samen met Walter Godefroot en Eric Leman in de achtervolging en ze vatten Pingeon voor de Bosberg die voor de eerste keer in de race voorkwam. In Merelbeke loste Pingeon en Merckx reed lek in de laatste kilometer. Leman en Godefroot spurtten voor de zege. Leman klopte Godefroot op de lijn en haalde daarmee zijn eerste van drie zeges in deze koers.

## Hellingen
| - Kwaremont - Kruisberg - Edelareberg | - Steenbeekberg - Muur - Bosberg | - Valkenberg - Semmerzake |

## Uitslag
| Rang | Renner               | Land      | Ploeg                | Tijd     |
| ---- | -------------------- | --------- | -------------------- | -------- |
| 1    | Eric Leman           | België    | Flandria-Mars        | 6h24'00" |
| 2    | Walter Godefroot     | België    | Salvarani-Chiorda    | z.t.     |
| 3    | Eddy Merckx          | België    | Faemino-Faema        | op 10"   |
| 4    | Frans Verbeeck       | België    | Geens-Watney-Diamant | z.t.     |
| 5    | Roger Rosiers        | België    | Bic                  | z.t.     |
| 6    | Jean-Pierre Monseré  | België    | Flandria-Mars        | op 25"   |
| 7    | Patrick Sercu        | België    | Dreher               | z.t.     |
| 8    | Jan Janssen          | Nederland | Bic                  | z.t.     |
| 9    | Daniel Van Ryckeghem | België    | Mann-Grundig         | z.t.     |
| 10   | Evert Dolman         | Nederland | Willem II-Gazelle    | z.t.     |

1913 · 
1914 · 
1915 · 
1916 · 
1917 · 
1918 · 
1919 · 
1920 · 
1921 · 
1922 · 
1923 · 
1924 · 
1925 · 
1926 · 
1927 · 
1928 · 
1929 · 
1930 · 
1931 · 
1932 · 
1933 · 
1934 · 
1935 · 
1936 · 
1937 · 
1938 · 
1939 · 
1940 · 
1941 · 
1942 · 
1943 · 
1944 · 
1945 · 
1946 · 
1947 · 
1948 · 
1949 · 
1950 · 
1951 · 
1952 · 
1953 · 
1954 · 
1955 · 
1956 · 
1957 · 
1958 · 
1959 · 
1960 · 
1961 · 
1962 · 
1963 · 
1964 · 
1965 · 
1966 · 
1967 · 
1968 · 
1969 · 
1970 · 
1971 · 
1972 · 
1973 · 
1974 · 
1975 · 
1976 · 
1977 · 
1978 · 
1979 · 
1980 · 
1981 · 
1982 · 
1983 · 
1984 · 
1985 · 
1986 · 
1987 · 
1988 · 
1989 · 
1990 · 
1991 · 
1992 · 
1993 · 
1994 · 
1995 · 
1996 · 
1997 · 
1998 · 
1999 · 
2000 · 
2001 · 
2002 · 
2003 · 
2004 · 
2005 · 
2006 · 
2007 · 
2008 · 
2009 · 
2010 · 
2011 · 
2012 · 
2013 · 
2014 · 
2015 · 
2016 · 
2017 · 
2018 · 
2019 · 
2020 · 
2021 · 
2022 · 
2023 · 
2024
Lijst van beklimmingen